# 彼得羅斯山 (戈爾加內山脈)
48°33′18.11″N 23°57′2.88″E / 48.5550306°N 23.9508000°E
彼得羅斯山（烏克蘭語：Петрос）是烏克蘭西部的山峰，屬於烏克蘭喀爾巴阡山脈中戈爾加內山脈的一部分。該山峰處於伊萬諾-弗蘭科夫斯克州的卡盧什區，海拔高度1,702米。